# Campionati europei di hockey su pista 1998
I Campionati Europei 1998 sono stati la 43ª edizione dei campionati europei di hockey su pista; la manifestazione venne disputata in Portogallo a Paços de Ferreira dal 13 al 19 dicembre 1998.

La competizione fu organizzata dalla Comité Européen de Rink-Hockey.

Il torneo fu vinto dalla nazionale portoghese per la 20ª volta nella sua storia.

## Città ospitanti e impianti sportivi
| CITTÀ             | IMPIANTO | CAPIENZA |
| Paços de Ferreira | ?        | ?        |

## Prima fase

### Girone A

#### Risultati
| Paços de Ferreira dicembre 1998 | Austria | 2 – 15 | Francia |  |

| Paços de Ferreira dicembre 1998 | Austria | 0 – 9 | Paesi Bassi |  |

| Paços de Ferreira dicembre 1998 | Austria | 0 – 37 | Portogallo |  |

| Paços de Ferreira dicembre 1998 | Austria | 0 – 37 | Spagna |  |

| Paços de Ferreira dicembre 1998 | Francia | 6 – 2 | Paesi Bassi |  |

| Paços de Ferreira dicembre 1998 | Francia | 3 – 7 | Portogallo |  |

| Paços de Ferreira dicembre 1998 | Francia | 1 – 11 | Spagna |  |

| Paços de Ferreira dicembre 1998 | Paesi Bassi | 1 – 16 | Portogallo |  |

| Paços de Ferreira dicembre 1998 | Paesi Bassi | 1 – 19 | Spagna |  |

| Paços de Ferreira dicembre 1998 | Portogallo                    | 2 – 0 | Spagna | \| Arbitro: \| Werner Brunner Philippe Aubre \| |
| Arbitro:                        | Werner Brunner Philippe Aubre |       |        |                                                 |

#### Classifica
|    | Squadra     | PT | G | V | N | P | GF | GS | Diff. |
| -- | ----------- | -- | - | - | - | - | -- | -- | ----- |
| 1. | Portogallo  | 8  | 4 | 4 | 0 | 0 | 62 | 4  | +58   |
| 2. | Spagna      | 6  | 4 | 3 | 0 | 1 | 67 | 4  | +63   |
| 3. | Francia     | 4  | 4 | 2 | 0 | 2 | 25 | 22 | +3    |
| 4. | Paesi Bassi | 2  | 4 | 1 | 0 | 3 | 13 | 41 | -28   |
| 5. | Austria     | 0  | 4 | 0 | 0 | 4 | 2  | 98 | -96   |

### Girone B

#### Risultati
| Paços de Ferreira dicembre 1998 | Germania | 6 – 2 | Inghilterra |  |

| Paços de Ferreira dicembre 1998 | Germania | 1 – 6 | Italia |  |

| Paços de Ferreira dicembre 1998 | Germania | 17 – 1 | Svezia |  |

| Paços de Ferreira dicembre 1998 | Germania | 1 – 3 | Svizzera |  |

| Paços de Ferreira dicembre 1998 | Inghilterra | 0 – 26 | Italia |  |

| Paços de Ferreira dicembre 1998 | Inghilterra | 9 – 4 | Svezia |  |

| Paços de Ferreira dicembre 1998 | Inghilterra | 1 – 15 | Svizzera |  |

| Paços de Ferreira dicembre 1998 | Italia | 10 – 0 | Svezia |  |

| Paços de Ferreira dicembre 1998 | Italia | 6 – 0 | Svizzera |  |

| Paços de Ferreira dicembre 1998 | Svezia | 0 – 26 | Svizzera |  |

#### Classifica
|    | Squadra     | PT | G | V | N | P | GF | GS | Diff. |
| -- | ----------- | -- | - | - | - | - | -- | -- | ----- |
| 1. | Italia      | 8  | 4 | 4 | 0 | 0 | 48 | 1  | +47   |
| 2. | Svizzera    | 6  | 4 | 3 | 0 | 1 | 44 | 8  | +36   |
| 3. | Germania    | 4  | 4 | 2 | 0 | 2 | 25 | 12 | +13   |
| 4. | Inghilterra | 2  | 4 | 1 | 0 | 3 | 12 | 51 | -39   |
| 5. | Svezia      | 0  | 4 | 0 | 0 | 4 | 5  | 62 | -57   |

## Fase finale

### Tabellone principale
|  | Quarti di finale | Quarti di finale |             |        | Semifinali      | Semifinali      |  |  | Finale      | Finale |
|  |                  |                  |             |        |                 |                 |  |  |             |        |
|  | 17 dicembre      |                  |             |        |                 |                 |  |  |             |        |
|  |                  |                  |             |        |                 |                 |  |  |             |        |
|  | Portogallo       | 20               |             |        |                 |                 |  |  |             |        |
|  | Portogallo       | 20               | 18 dicembre |        |                 |                 |  |  |             |        |
|  | Inghilterra      | 0                |             |        |                 |                 |  |  |             |        |
|  | Inghilterra      | 0                | Portogallo  | 12     |                 |                 |  |  |             |        |
|  | 17 dicembre      |                  | Portogallo  | 12     |                 |                 |  |  |             |        |
|  |                  | Svizzera         | 1           |        |                 |                 |  |  |             |        |
|  | Svizzera         | Svizzera         | 1           | 2      |                 |                 |  |  |             |        |
|  | Svizzera         |                  | 19 dicembre | 2      |                 |                 |  |  |             |        |
|  | Francia          | 1                |             |        |                 |                 |  |  |             |        |
|  | Francia          | 1                | Portogallo  | 1 (2)  |                 |                 |  |  |             |        |
|  | 17 dicembre      |                  | Portogallo  | 1 (2)  |                 |                 |  |  |             |        |
|  |                  | Spagna           | 1 (1)       |        |                 |                 |  |  |             |        |
|  | Italia           | Spagna           | 1 (1)       | 9      |                 |                 |  |  |             |        |
|  | Italia           | 18 dicembre      |             | 9      |                 |                 |  |  |             |        |
|  | Paesi Bassi      | 1                |             |        |                 |                 |  |  |             |        |
|  | Paesi Bassi      | 1                | Italia      | 1 (2)  | Finale 3º posto | Finale 3º posto |  |  |             |        |
|  | 17 dicembre      |                  | Italia      | 1 (2)  | Finale 3º posto | Finale 3º posto |  |  |             |        |
|  |                  | Spagna           | 1 (3)       |        |                 |                 |  |  |             |        |
|  | Spagna           | Spagna           | 1 (3)       | 9      | Svizzera        | 2               |  |  |             |        |
|  | Spagna           |                  |             | 9      | Svizzera        | 2               |  |  |             |        |
|  | Germania         | 0                |             | Italia | 10              |                 |  |  |             |        |
|  | Germania         | 0                |             |        | 10              |                 |  |  |             |        |
|  |                  |                  |             |        |                 |                 |  |  | 19 dicembre |        |
|  |                  |                  |             |        |                 |                 |  |  |             |        |

### Risultati

#### Quarti di finale
| Paços de Ferreira 17 dicembre 1998, ore 18:30 UTC+0 | Svizzera | 2 – 1 | Francia |  |

| Paços de Ferreira 17 dicembre 1998, ore 20:00 UTC+0 | Spagna                        | 9 – 0 | Germania | \| Arbitro: \| Philippe Aubre Anton Sorensen \| |
| Arbitro:                                            | Philippe Aubre Anton Sorensen |       |          |                                                 |

| Paços de Ferreira 17 dicembre 1998, ore 21:30 UTC+0 | Portogallo | 20 – 0 | Inghilterra |  |

| Paços de Ferreira 17 dicembre 1998, ore 23:00 UTC+0 | Italia | 9 – 1 | Paesi Bassi |  |

#### Semifinali 5º - 8º posto
| Paços de Ferreira 18 dicembre 1998 | Francia | 6 – 0 | Inghilterra |  |

| Paços de Ferreira 18 dicembre 1998 | Germania | 7 – 1 | Paesi Bassi |  |

#### Semifinali 1º - 4º posto
| Paços de Ferreira 18 dicembre 1998 | Portogallo                        | 12 – 1 | Svizzera | \| Arbitro: \| Alberto Lopez Vega Werner Brunner \| |
| Arbitro:                           | Alberto Lopez Vega Werner Brunner |        |          |                                                     |

| Paços de Ferreira 18 dicembre 1998 | Italia                       | 2 – 3 (d.t.s.) | Spagna | \| Arbitro: \| Antonio Rocha Anton Sorensen \| |
| Arbitro:                           | Antonio Rocha Anton Sorensen |                |        |                                                |

#### Finale 9º - 10º posto
| Paços de Ferreira 18 dicembre 1998 | Austria | 8 – 1 | Svezia |  |

#### Finale 7º - 8º posto
| Paços de Ferreira 19 dicembre 1998 | Paesi Bassi | 3 – 1 | Inghilterra |  |

#### Finale 5º - 6º posto
| Paços de Ferreira 19 dicembre 1998 | Francia | 2 – 1 | Germania |  |

#### Finale 3º - 4º posto
| Paços de Ferreira 19 dicembre 1998 | Italia | 10 – 2 | Svizzera |  |

#### Finale 1º - 2º posto
| Paços de Ferreira 18 dicembre 1998 | Portogallo                    | 2 – 1 (d.t.s.) | Spagna | \| Arbitro: \| Werner Brunner Philippe Aubre \| |
| Arbitro:                           | Werner Brunner Philippe Aubre |                |        |                                                 |

## Classifica finale
|     | Squadra     | G | V | N | P | GF | GS | Diff. | Note |
| --- | ----------- | - | - | - | - | -- | -- | ----- | ---- |
| 1.  | Portogallo  | 7 | 7 | 0 | 0 | 96 | 6  | +90   |      |
| 2.  | Spagna      | 7 | 5 | 0 | 2 | 80 | 8  | +72   |      |
| 3.  | Italia      | 7 | 6 | 0 | 1 | 69 | 7  | +62   |      |
| 4.  | Svizzera    | 7 | 4 | 0 | 3 | 49 | 31 | +18   |      |
| 5.  | Francia     | 7 | 4 | 0 | 3 | 34 | 25 | +9    |      |
| 6.  | Germania    | 7 | 3 | 0 | 4 | 33 | 24 | +9    |      |
| 7.  | Paesi Bassi | 7 | 2 | 0 | 5 | 18 | 58 | -40   |      |
| 8.  | Inghilterra | 7 | 1 | 0 | 6 | 13 | 80 | -67   |      |
| 9.  | Austria     | 5 | 1 | 0 | 4 | 10 | 99 | -89   |      |
| 10. | Svezia      | 5 | 0 | 0 | 5 | 6  | 70 | -64   |      |

## Campioni
| Campione d'Europa 1998 |
| ---------------------- |
| Portogallo 20º titolo  |